# 大犬座CX
大犬座CX（英語：CX Canis Majoris）是大犬座中的蓝色变星，距离地球约4343.5光年。这颗变星的发现通常归功于1931年的德国天文学家庫諾·霍夫邁斯特，虽然这仍然不确定。
天琴座β（渐台二）类型的食双星（半独立），它的星等在9.9和10.6之间变化，变化周期为0.95462500天（22.911000小时）。这种变化性最早在1931年被发现，由于数据分散和幅度小而产生了疑问，但这一发现在1949年得到了证实。大陵型光曲线表现出O'Connell效应，意味着后续最大值之间存在幅度差异。伴星的温度估计约为10,600 K，质量为3.4M☉。估计伴星的光谱类型在B8到A0范围内。